# Karel Kaers
Karel Kaers (født 3. juni 1914 i Vosselaar, død 20. december 1972 i Antwerpen) var en cykelrytter fra Belgien. Han kørte både landevejs- og banecykling. Som 20-årig blev Kaers i 1934 den yngste vinder af VM i landevejscykling. Desuden vandt han Flandern Rundt i 1939.
Kaers deltog i flere seksdagesløb, hvor det blev til fire sejre. En af sejrene kom ved Københavns seksdagesløb 1939 med makkeren Omer De Bruycker. Hans sidste løb på bane fandt sted 9. maj 1948 på Ordrupbanen, hvor Kaers blev nummer fire i omnium.